# باد گریسباخ در روتتال
شهر باد گریسباخ در روتتال در ایالت بایرن در کشور آلمان واقع شده است.